# EPrix van Long Beach
De ePrix van Long Beach is een race uit het Formule E-kampioenschap. In 2015 was de race het toneel van de zesde Formule E-race uit de geschiedenis. De race wordt gehouden op een aangepaste versie van het Stratencircuit Long Beach.

## Geschiedenis
De race zou oorspronkelijk gehouden worden in het nabijgelegen Los Angeles, maar in mei 2014 werd bekend dat de race in Long Beach wordt georganiseerd. De eerste ePrix van Long Beach werd gehouden op 4 april 2015 en werd gewonnen door Nelson Piquet jr., die uitkwam voor het team China Racing.

## Resultaten
| Editie | Seizoen   | Circuit    | Winnaar                                   | Tweede                                   | Derde                                | Pole position                            | Snelste ronde                  |
| ------ | --------- | ---------- | ----------------------------------------- | ---------------------------------------- | ------------------------------------ | ---------------------------------------- | ------------------------------ |
| 1      | 2014-2015 | Long Beach | Nelson Piquet jr. China Racing            | Jean-Éric Vergne Andretti Autosport      | Lucas di Grassi Audi Sport ABT       | Daniel Abt Audi Sport ABT                | Nicolas Prost e.dams Renault   |
| 2      | 2015-2016 | Long Beach | Lucas di Grassi ABT Schaeffler Audi Sport | Stéphane Sarrazin Venturi Formula E Team | Daniel Abt ABT Schaeffler Audi Sport | Sam Bird DS Virgin Racing Formula E Team | Sébastien Buemi Renault e.dams |